# Lee Naylor (atleta)
Lee Michelle Naylor (26 gennaio 1971) è un'ex velocista australiana.

## Palmarès

### Mondiali
- 1 medaglia:
  - 1 bronzo (Göteborg 1995 nella staffetta 4x400 m)

### Giochi del Commonwealth
- 1 medaglia:
  - 1 oro (Kuala Lumpur 1998 nella staffetta 4x400 m)